# Regurgitate
Regurgitate ist eine Grindcore- bzw. Goregrind-Band aus Stockholm/Mjölby in Schweden.

## Geschichte
Die Band wurde 1990 gegründet. Zu Beginn war Regurgitate stark von Carcass beeinflusst. Die Band hat jedoch im Unterschied zu Carcass kaum Death-Metal-Einflüsse. Ein wichtiger Einfluss auf die Musik und das Konzept hatten zahlreiche Horrorfilme der 1970er Jahre, insbesondere die Filme vom Regisseur Lucio Fulci.
Nach der Veröffentlichung von einigen Demos, Splitalben und EPs erschien 1994 das erste und vorerst einzige Regurgitate-Album mit dem Titel Effortless Regurgitation of Bright Red Blood. Danach konzentrieren sich die Bandmitglieder auf ihre zahlreichen weiteren Musikgruppen, in denen sie aktiv sind/waren, wie u. a. Merciless, Entombed, Nasum, Unanimated und General Surgery.
1996 erschien dann zwar eine Split-Veröffentlichung, diese enthielt jedoch nur altes Material vom vorangegangenen Album. Erst als im Jahr 1999 das Debütalbum wiederveröffentlicht wurde, begann die Band weiter zu arbeiten. Nach einer Promo erhielt die Band erstmals einen dauerhaften Plattenvertrag beim amerikanischen Musiklabel Relapse Records. Hier erschienen alle weiteren Veröffentlichung mit Ausnahme einiger Split-Veröffentlichungen.
Im Jahr 2001 erschien auf Bizarre Leprous Production ein Tribut-Sampler mit Beiträgen von 46 Musikgruppen mit dem Titel Comeback of Goregods: Tribute to Regurgitate. Unter anderem sind die Bands Inhume, Lymphatic Phlegm, Gore Beyond Necropsy und Haemorrhage darauf vertreten.

## Diskografie

### Demos
- 1991 – Demo 91
- 1994 – Concrete Human Torture
- 1999 – Promo CD 1999

### Alben und EPs
- 1994 – Effortless Regurgitation of Bright Red Blood (Lowland Records)
- 1999 – Effortless Regurgitation... The Torture Sessions (Relapse Records)
- 2000 – Carnivorous Erection (Relapse Records/Morbid Records)
- 2002 – Hatefilled Vengeance (Relapse Records)
- 2003 – Deviant (Relapse Records)
- 2006 – Sickening Bliss (Relapse Records)

### Splitalben
- 1992 – Split mit Vaginal Massaker (Poserslaughter Records)
- 1993 – Split mit Psychotic Noise (Glued Stamps Records)
- 1994 – Split mit Grudge (Obliteration Records)
- 1994 – Split mit Dead (Poserslaughter Records)
- 1996 – Flesh Mangler Split mit Intestinal Infection (Noise Variations)
- 2000 – Split mit Filth (Panic Records)
- 2001 – Sodomy and Carnal Assault Split mit Gore Beyond Necropsy (No Weak Shit Records)
- 2001 – Scream Bloody Whore Split mit Realized (Stuhlgang Records)
- 2002 – Split mit Cripple Bastards (E.U.'91 Produzioni)
- 2003 – Corruptured Split mit Noisear (Regurgitated Semen Records)
- 2003 – Bonesplicer Split-5" mit Entrails Massacre (Towerviolence Records)
- 2003 – 3-Way Live Split mit Entrails Massacre und Suppository (Blastwork Records)
- 2004 – Regurgitate/Suppository Split Split mit Suppository (Badger Records)

### Beiträge zu Kompilationen
- 1999 – Relapse Records Sampler Spring 1999 Kompilation (Relapse Records)
- 1999 – Contaminated: Relapse Records Sampler 1999 Kompilation (Relapse Records)
- 1999 – Contaminated 3.0 Compilation (Relapse Records)
- 2001 – Requiems of Revulsion: A Tribute to Carcass Kompilation (Necropolis Records)
- 2001 – Obscene Extreme 2001 Kompilation (Obscene Productions)
- 2001 – Contaminated 4.0 Kompilation (Relapse Records)
- 2002 – Polar Grinder Kompilation
- 2002 – Goreland Kompilation (Black Hole Productions)
- 2003 – Contaminated 5.0 Kompilation (Relapse Records)